# Czomo Lhari
Czomo Lhari lub Jomolhari (tyb. ཇོ་མོ་ལྷ་རི, jo mo lha ri; chiń. 绰莫拉日峰, Chuòmòlārì Fēng) – szczyt w Himalajach. Leży na granicy między Bhutanem a Chinami (Tybetem). Jest to 91. szczyt Ziemi.
Pierwszego wejścia na szczyt dokonali Freddie Spencer Chapman z Wielkiej Brytanii i Szerpa Pasang Dawa Lama w maju 1937 r.